# Ulodesmus ramidens
Ulodesmus ramidens är en mångfotingart som beskrevs av Lawrence 1953. Ulodesmus ramidens ingår i släktet Ulodesmus och familjen Gomphodesmidae. Inga underarter finns listade i Catalogue of Life.